# Nejepín
Nejepín (německy Nejepin) je obec v okrese Havlíčkův Brod v Kraji Vysočina. Žije zde 90 obyvatel.

## Historie
První písemná zmínka o obci pochází z roku 1488.

## Obyvatelstvo
| Rok            | 1869 | 1880 | 1890 | 1900 | 1910 | 1921 | 1930 | 1950 | 1961 | 1970 | 1980 | 1991 | 2001 | 2011 | 2021 |
| -------------- | ---- | ---- | ---- | ---- | ---- | ---- | ---- | ---- | ---- | ---- | ---- | ---- | ---- | ---- | ---- |
| Počet obyvatel | 276  | 277  | 253  | 222  | 219  | 235  | 206  | 153  | 160  | 157  | 105  | 84   | 64   | 57   | 66   |
| Počet domů     | 42   | 45   | 44   | 42   | 45   | 39   | 39   | 37   | 37   | 35   | 31   | 33   | 34   | 34   | 37   |

## Obecní správa
Mezi lety 1869–1976 Nejepín byl obcí v okrese Chotěboř (1869–1950) a později opět v okrese Havlíčkův Brod. Od 30. dubna 1976 do 23. listopadu 1990 patřil jako část města k Chotěboři a od 24. listopadu 1990 je opět samostatnou obcí.

### Obecní symboly
Znak a vlajka byly obci uděleny rozhodnutím předsedy Poslanecké sněmovny Parlamentu České republiky dne 15. června 2015.

## Pamětihodnosti
- Žižkova lípa

## Galerie

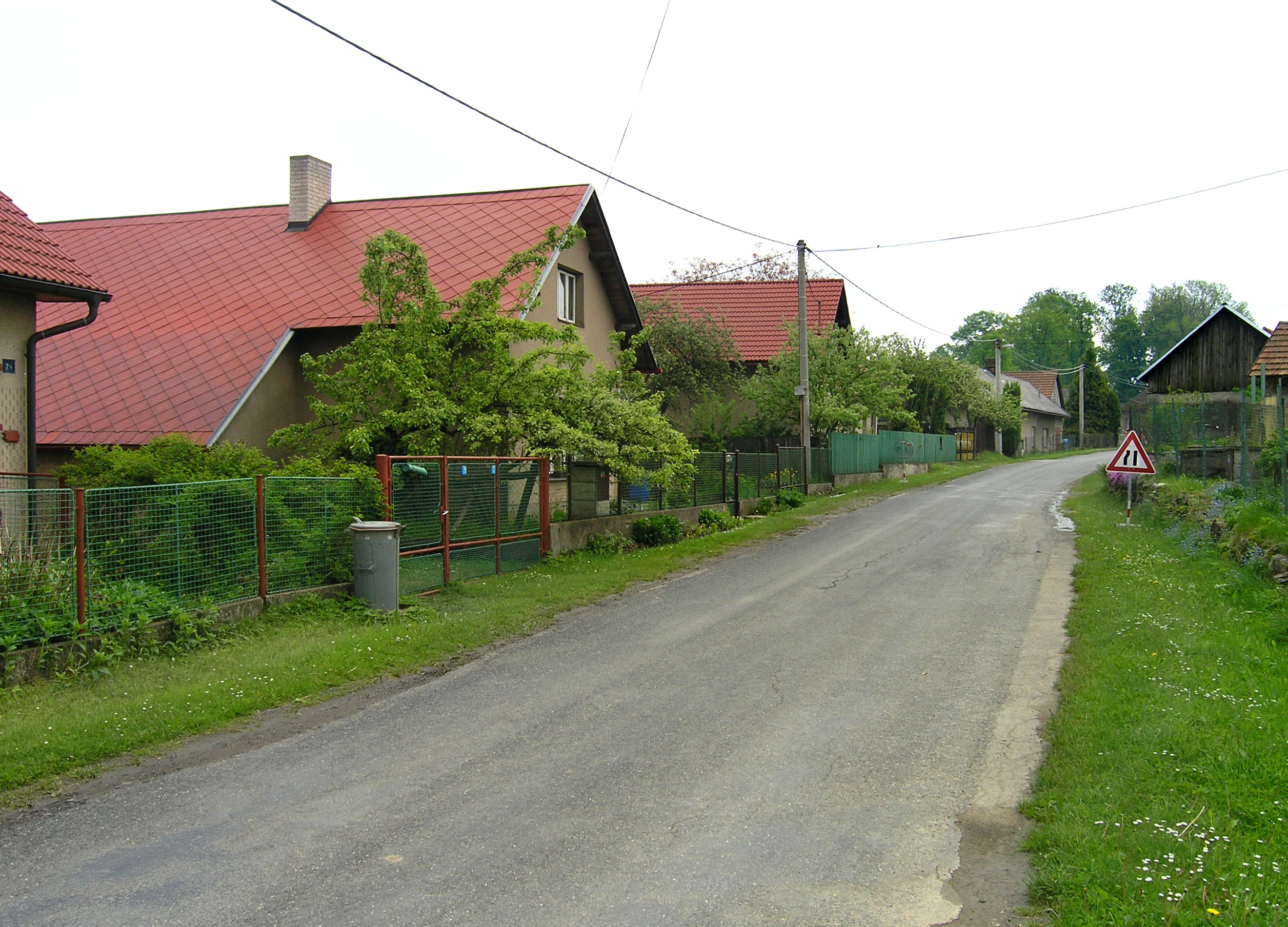
Sever vesnice
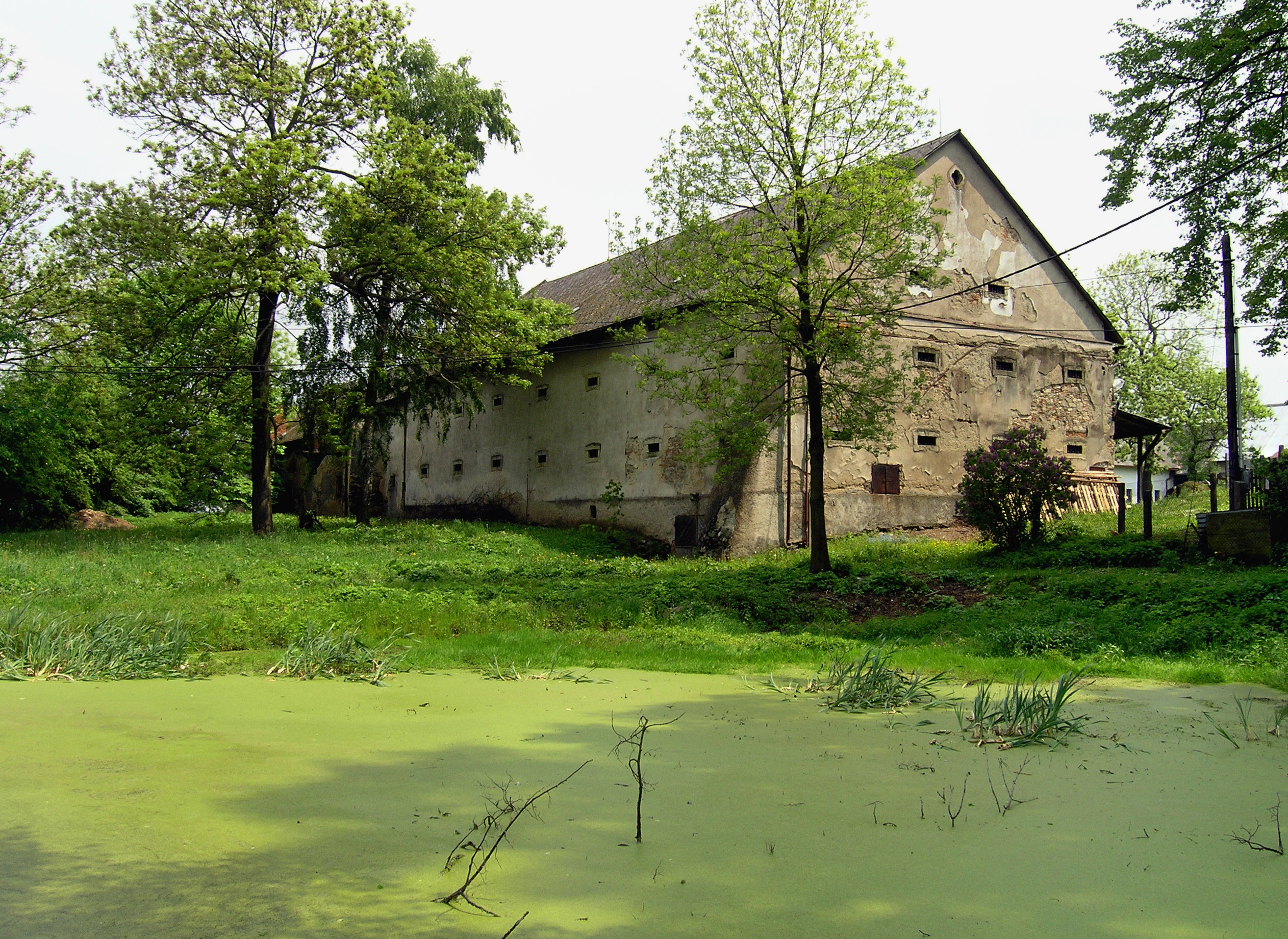
Rybník brčálník u rozpadající se stodoly